# Bogurodzica (pieśń)

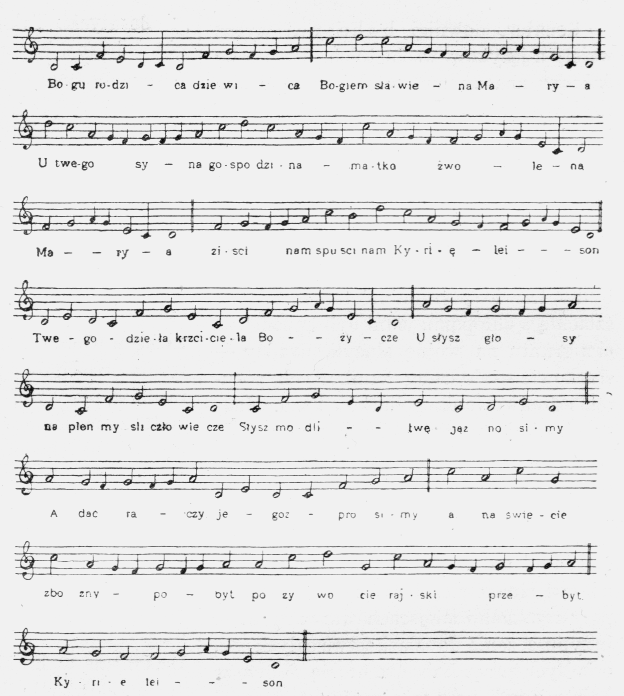
Zapis nutowy

Bogurodzica – średniowieczna polska pieśń religijna i najstarszy zachowany wraz z melodią polski tekst poetycki. Nie jest znana data powstania utworu, przyjmuje się, że nastąpiło to w XIII lub XIV wieku, chociaż pierwszy zapis tekstu pochodzi dopiero z początku XV wieku (rok 1407). W 1506 roku tekst pieśni został dołączony do Statutów Jana Łaskiego z błędną informacją, że jej autorem jest św. Wojciech.
Stanisław Piekarski w Encyklopedji wierzeń wszystkich ludów i czasów podaje, że „Bogarodzica, najdawniejsza pieśń polska, zwana „pieśnią ojców“, powstała w drugiej połowie XIII wieku, napisana przez Boguchwała, spowiednika królowej Kingi”.
Od XV wieku Bogurodzica pełniła także rolę hymnu państwowego w Królestwie Polskim i Wielkim Księstwie Litewskim. Dziś jest śpiewana jako pieśń patriotyczna i kościelna.
W Liturgii godzin Kościoła katolickiego w Polsce Bogurodzica jest hymnem odmawianym w II Nieszporach Uroczystości Najświętszej Maryi Panny Królowej Polski 3 maja. Jako antyfona maryjna Bogurodzica może być odmawiana po Komplecie.

## Pochodzenie

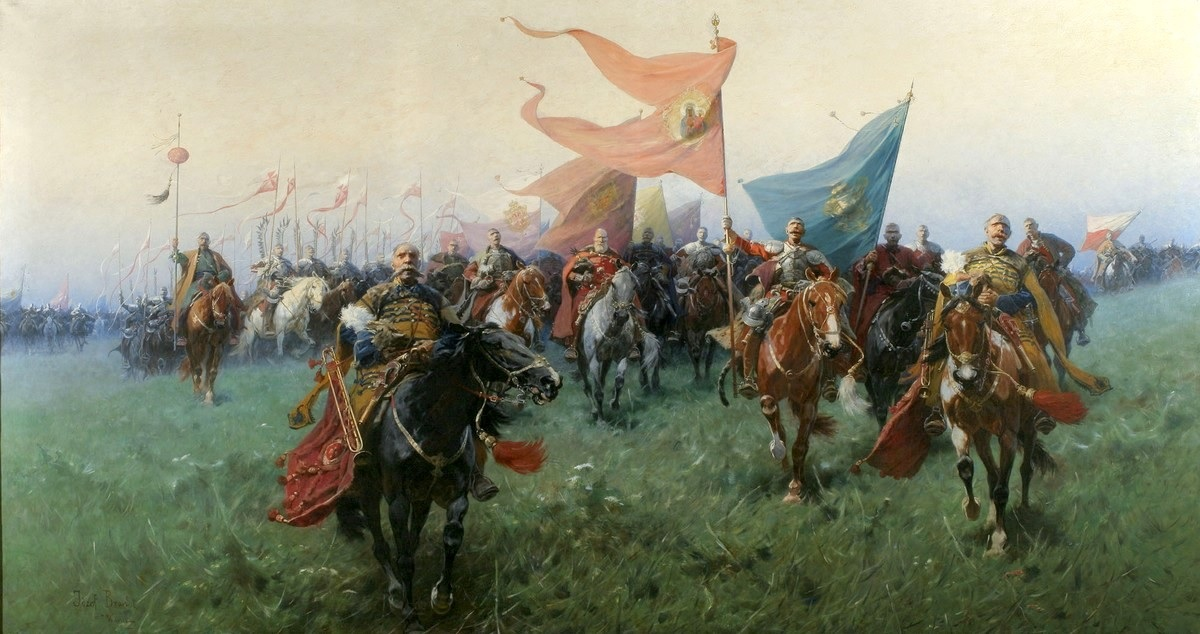
Obraz Józefa Brandta Bogurodzica (1909) – wojska polsko-litewskie przed bitwą wspólnie śpiewają hymn Bogurodzicę

Bogurodzica w pierwotnej postaci obejmuje 2 strofy. Pierwsza zwracająca się do Najświętszej Marii Panny, a druga z prośbą do Jezusa. Ma charakter meliczny: jest utworem do śpiewania. Ułożono ją do istniejącej już, znanej na Zachodzie, melodii z kręgu miłosnych pieśni rycerskich. Melodię tę zapisali benedyktyni, a z ich klasztoru w Sankt Gallen w Alpach trafiła do Polski. Bogurodzica to kontrafaktura, czyli nowy tekst, który zmienia pierwotny charakter wykorzystanej ilustracji muzycznej z miłosnego na pobożny. Jej melodia ma formę śpiewu chóralnego, wykonywanego a cappella. Bogurodzica powstała jako trop, czyli pieśń śpiewana przez wspólnotę podczas mszy jako swoisty komentarz do łacińskiego tekstu liturgii. Obfitującą w ozdobniki (melizmaty), trudną wykonawczo pieśń śpiewali raczej nie wszyscy wierni, ale wyszkolony wokalnie chór chłopców (schola cantorum).
Autor Bogurodzicy jest nieznany. Legenda o autorstwie św. Wojciecha nie ma podstaw źródłowych, jednak Józef Birkenmajer w monografii o utworze (1937) wskazał krąg misjonarzy, współbraci Wojciecha (który przybył z misją do Polski jako zakonnik benedyktyn) oraz ich (nieznane dziś, lecz powstające w X wieku) pieśni jako możliwą inspirację dla utworu. Nie umiemy wskazać miejsca, w którym wykonano po raz pierwszy Bogurodzicę, choć najstarszy przekaz kieruje na północ. W okresie (hipotetycznym, lecz poświadczanym przez bardzo stare formy językowe tekstu) powstania Bogurodzicy ważnym ośrodkiem religijnym i literackim na północnym Mazowszu był Płock, stolica diecezji, mająca też prężny klasztor benedyktynów. Zachowane opisy obrzędów liturgicznych w katedrze płockiej poświadczają wczesne wykonywanie tam innych pieśni w języku polskim. Brak jednak jednoznacznego dowodu, że tam właśnie powstała Bogurodzica.
Dopiero później i wtórnie Bogurodzica zaczęła pełnić role pieśni rycerskiej i częściowo hymnu państwowego (narodowego).
Niektórzy historycy (ich opinie przytacza Maria Janion w książce Niesamowita Słowiańszczyzna) są zdania, iż pierwotny rodowód tekstu Bogurodzicy jest słowiańsko-bizantyński (wskazuje na to zwłaszcza figura Deesis, tj. Matki Boskiej, Jezusa i Jana Chrzciciela – kult tego ostatniego został zapoznany w katolicyzmie potrydenckim) i że jako taka pieśń stanowi świadectwo, iż w okresie kształtowania się państwowości na ziemiach polskich współistniały dwie równoległe tradycje chrześcijaństwa: cyrylo-metodiańska (bizantyńsko-słowiańska, wschodnia) i łacińska (zachodnia). Dopiero później ta pierwotna dwutorowość zanikła na rzecz uniwersalizmu łaciny, wypierającej „błędny obrządek słowiański”. „[...] pierwsza nasza pieśń narodowa, pierwsze słowo polskiej poezji chrześcijańskiej, było jednocześnie [...] najgłębszym oddechem naszego chrześcijaństwa, zaczerpniętym obydwoma równocześnie płucami tysiącletniej tradycji: wschodniej i zachodniej”. „Dziś czytanie i słuchanie Bogurodzicy wymaga pewnego wysiłku intelektualnego i emocjonalnego. Ale on się opłaca: pozwala ożywić w naszej wyobraźni «obydwa płuca» dawnej kultury polskiej”.

## Przekaz i dzieje tekstu

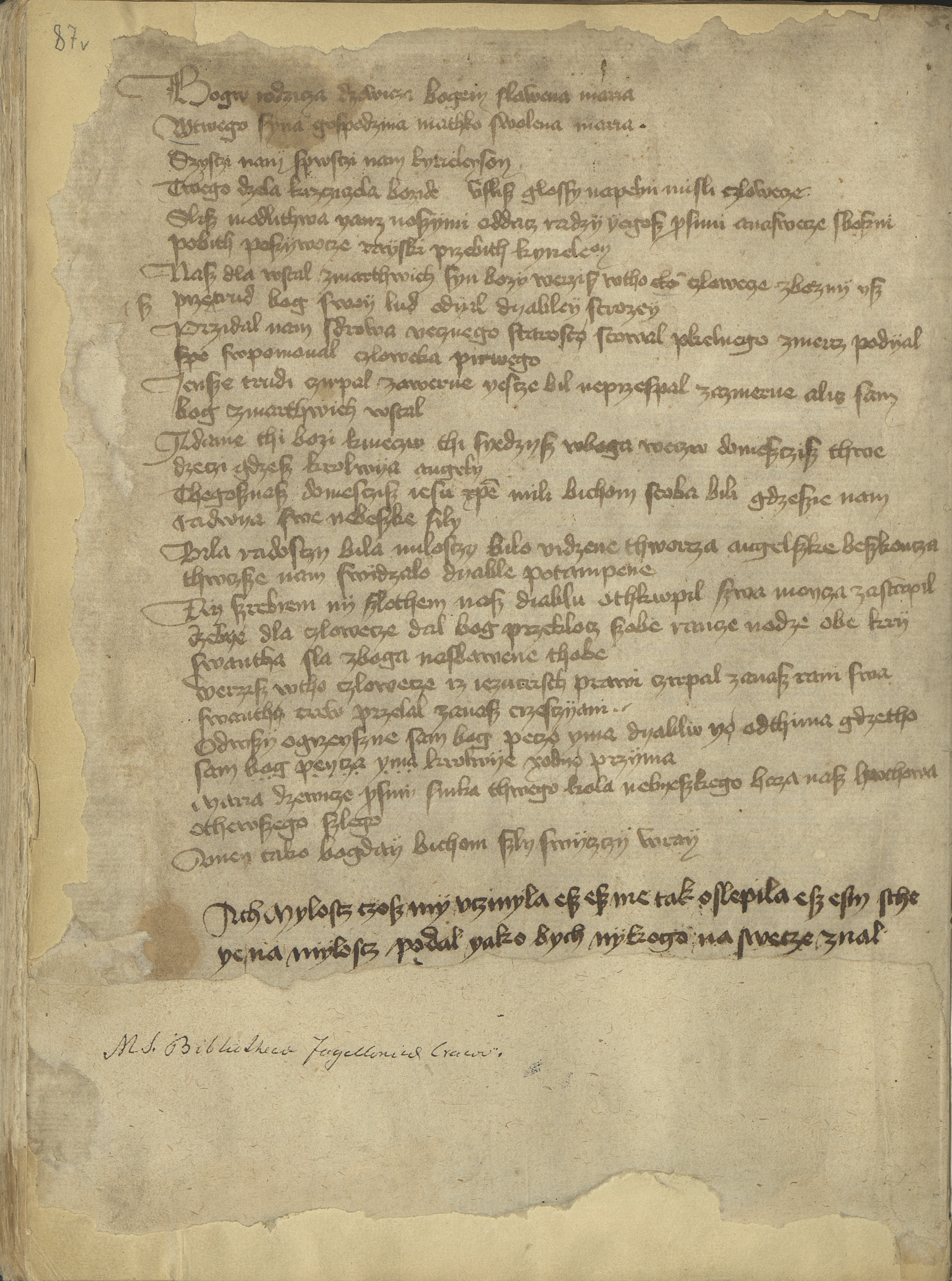
Rękopis Bogurodzicy przechowywany w Bibliotece Jagiellońskiej w Krakowie, sygn. 408, karta 87 verso.

Najstarszy znany zapis tekstu Bogurodzicy – obejmującego 2 strofy i opatrzonego nutami – pochodzi z początku XV w. W 1407 zapisany został na tylnej wyklejce zbioru kazań łacińskich skopiowanych przez wikarego w Kcyni na Pałukach Macieja z Grochowa. W Bibliotece Jagiellońskiej odnalazł go około 1877 roku kustosz biblioteki – dr Władysław Ignacy Wisłocki. Obecnie wyklejka ta przechowywana jest w Bibliotece Jagiellońskiej (sygn. 1619).
Od połowy XV wieku do pierwotnego tekstu pieśni dopisywano kolejne strofy. Drugim zachowanym przekazem Bogurodzicy (tzw. rękopis krakowski) jest kodeks Decisiones rote Wilhelmi Horborg, do którego dopisano utwór w 1408 roku na karcie 87 verso. Także i ten manuskrypt przechowywany jest w Bibliotece Jagiellońskiej (sygn. 408).
Trzecim najstarszym zachowanym rękopisem jest tzw. redakcja warszawska z 1456, składająca się z dziewiętnastu zwrotek. Rękopis ten pochodzi z opactwa na Świetym Krzyżu. Po powstaniu listopadowym został zagrabiony przez Rosjan i przewieziony do Petersburga. Do Polski powrócił po traktacie ryskim z 1921. W czasie II wojny światowej został w 1944 ewakuowany przez Niemców do Goerbitsch, skąd Rosjane przewieźli go do Moskwy. Do Biblioteki Narodowej powrócił w 1947. Od 2024 rękopis ten znajduje się na wystawie w Pałacu Rzeczypospolitej.
Z uwagi na tematykę Aleksander Brückner wyodrębnił wersy 12–34 jako „pieśń wielkanocną” (Nas dla wstał z martwych Syn Boży), a wersy 35–48 – jako „pieśń pasyjną”. Podział ten został przyjęty także przez późniejszych badaczy utworu. W ciągu XVI w. dodawano jeszcze zwrotki o charakterze okolicznościowo-modlitewnym tworząc obszerny, ale niespójny literacko tekst. We wszystkich tekstach, jakie kiedykolwiek powstały, naliczono ogółem 27 zwrotek.

## Bogurodzicaw historii literatury i kultury
Bogurodzica po okresie ustnego obiegu tekstów jest pierwszą zapisaną pieśnią religijną w literaturze polskiej. Nie ma tytułu, a określa się ją według pierwszego wyrazu tekstu (w najstarszym przekazie są to dwa osobno zapisane słowa: „Bogu rodzica”).
Z czasem Bogurodzica stała się pieśnią bojową polskiego rycerstwa. Jak podają zarówno wczesna Kronika konfliktu, jak i piszący pół wieku później Jan Długosz, miała być śpiewana przed bitwą pod Grunwaldem w 1410 roku. Została także odśpiewana podczas koronacji Władysława Warneńczyka w 1434 roku oraz przed bitwą pod Warną w roku 1444. Cały obrzęd koronacji odbywał się po łacinie, jedynie Bogurodzica wykonana została w języku polskim. Latopis ruski podaje pod rokiem 1248, że Polacy, stając do bitwy, śpiewali kierlesz. Zdaniem Aleksandra Wilkonia tą pieśnią mogła być Bogurodzica – zawiera ona zwrot kyrie eleison, zaś kierlesz to jego zniekształcona i spolszczona forma, używana potocznie od średniowiecza.

Była także przez wiek XV hymnem królewskim dynastii Jagiellonów. Od tej chwili pieśni religijne zaczęły się łączyć z pieśniami wojskowymi, a Bogurodzica stała się symbolem jedności religijno-patriotycznej. Wzmianka o Bogurodzicy, śpiewanej przez polskich rycerzy przed bitwą, pojawia się w anonimowej komedii pt. Albertus z wojny, która ukazała się drukiem w Krakowie w 1596 r. Jeden z bohaterów, Ksiądz, podczas rozmowy z wracającym z wojny Albertusem, zauważa: 

Wżdyć ten dawny a święty obyczaj chowają,
że o Bogarodzicy przy bitwie śpiewają.
Jako to bywało w Polszcze po przyjęciu wiary,
Mnie to jeszcze powiedał, pomnię, ojciec stary.

 Jednak Albertus, ubogi i niezbyt odważny sługa parafialny, odpowiada: 

Już dziś o niej nie słychać, babom ją oddali
W imię Boże, jałmużny aby nie dawali.
Byłoby śmiechu dosyć, kto by wiódł do tego,
Śpiewać Bogarodzicę czasu wojennego.

Symbolikę Bogurodzicy wykorzystywali również kompozytorzy w drugiej połowie XX wieku. Pisząc utwór na 1000-lecie chrztu Polski, Andrzej Panufnik na melodii tej oparł finał (Hymn) Sinfonii sacra (1963). W 1975 Wojciech Kilar napisał Bogurodzicę na chór i orkiestrę. Tematem wolnej części Symfonii „Polskiej” Krzysztofa Meyera, skomponowanej pod wrażeniem stanu wojennego (1982), także jest Bogurodzica.
Pieśń Bogurodzica została umieszczona w kanonie lektur obowiązujących podczas egzaminu maturalnego z języka polskiego w roku 2023.

## Konstrukcja utworu

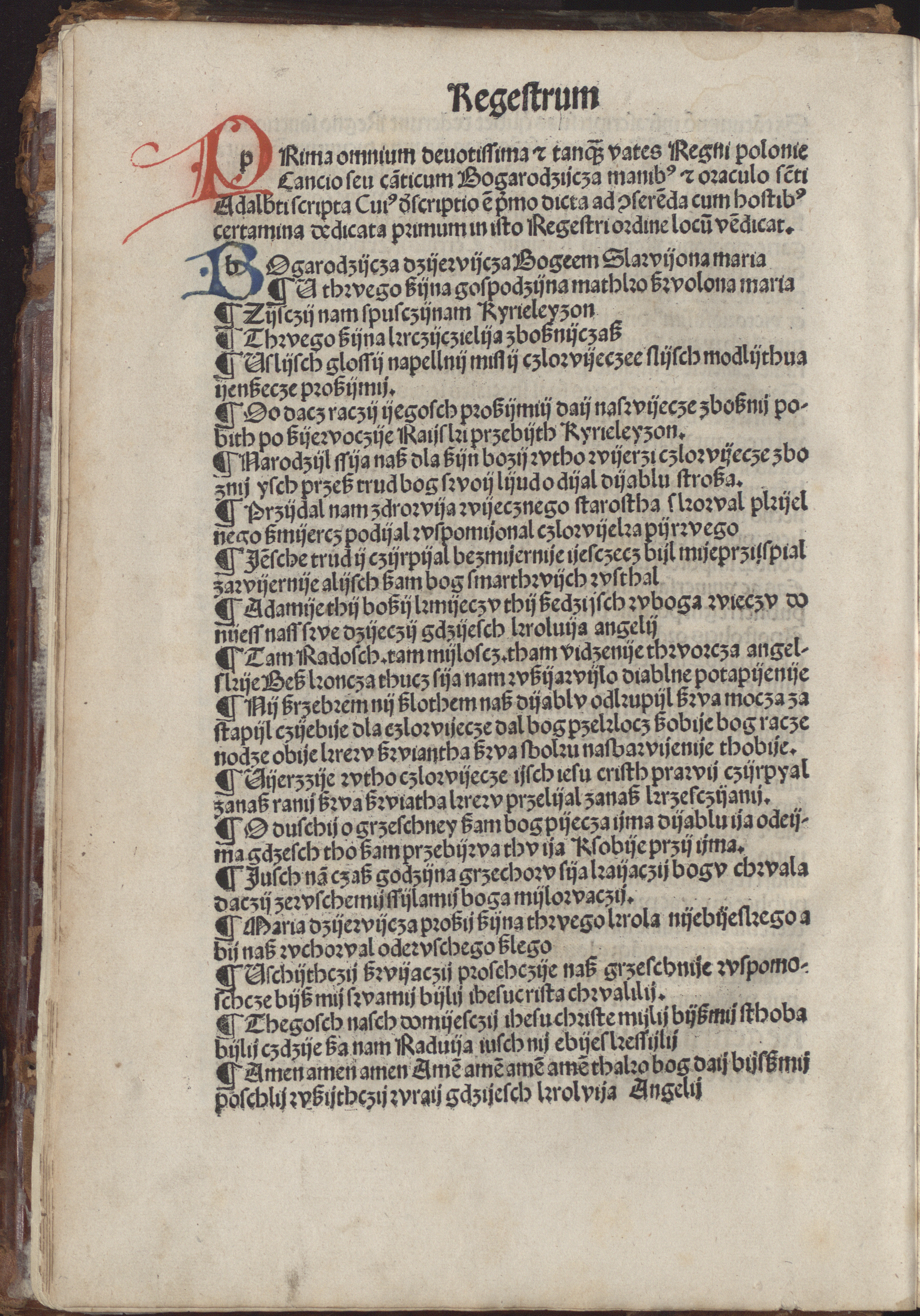
[https://polona.pl/item/commune-incliti-poloniae-regni-priuilegium-constitutionum-et-indultuum,Mzc0NzQ4NQ/21/#info:metadata Pierwsza drukowana Bogurodzica w Statutach Łaskiego z 1506 roku.

### Archaizmy

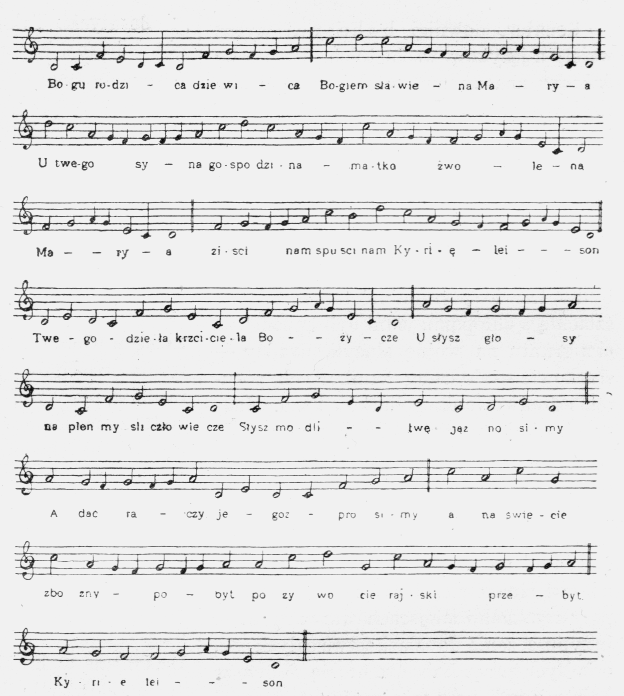
Współczesny zapis nutowy Bogurodzicy

W Bogurodzicy znajdują się liczne archaizmy. Niektóre z nich były nieaktualne już w XV wieku:
- leksykalne (dawne wyrazy)
  - dziela – dla
  - bożyc – syn Boga
  - Gospodzin – Pan
  - zbożny – dostatni
  - przebyt – bytowanie, istnienie
  - rodzica – matka
  - jąż, jegoż – którą, którego
- słowotwórcze (przestarzały sposób tworzenia wyrazów):
  - Bogurodzica – matka Boga, już w XV w. mówiło się matka (kogo?, czyja?) Boga, a nie matka (komu?) Bogu[potrzebny przypis]
- fleksyjne (dawne końcówki odmiany wyrazów)
  - raczy – racz
  - ziści – pozyskaj
  - spuści – ześlij
  - czasowniki zawierają dawne końcówki trybu rozkazującego -y, -i
- składniowe (nieużywany sposób łączenia wyrazów w zdaniu)
  - Bogiem sławiena – sławiona przez Boga; taki sposób tworzenia strony biernej jest nadal poprawny np. w języku rosyjskim
- fonetyczne (dawny sposób wymawiania wyrazów)
  - Krzciciela – Chrzciciela
  - sławiena – wysławiana (zapożyczenie z języka czeskiego)
  - zwolena – wybrana (brak przegłosu polskiego).